# Sven Burgemeister

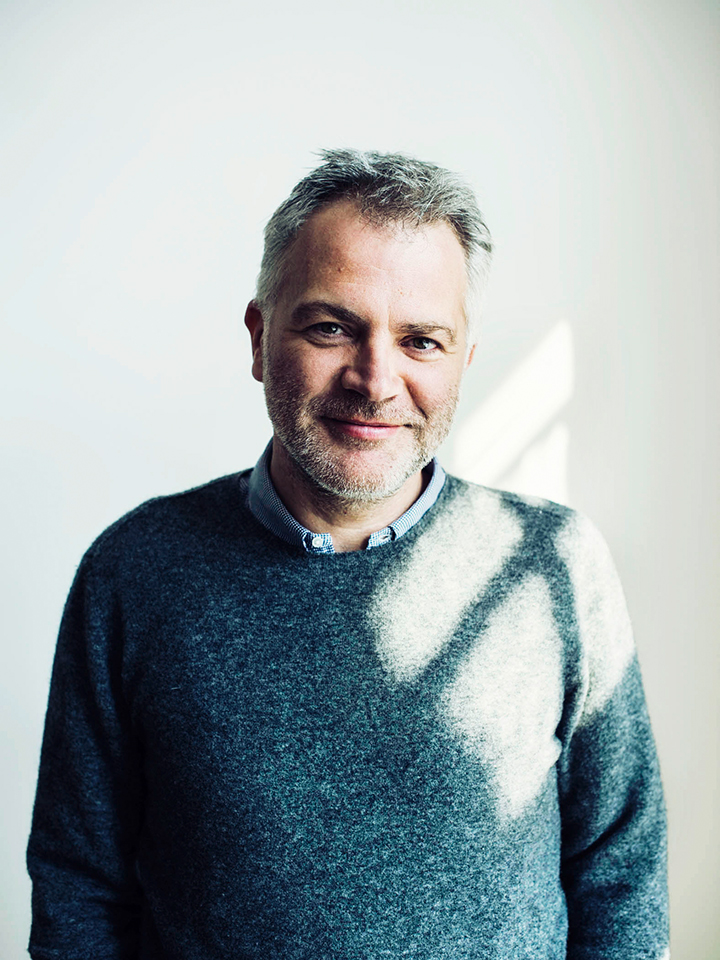
Sven Burgemeister

Sven Burgemeister (* 13. Juli 1966) ist ein deutscher Filmproduzent.

## Leben
Sven Burgemeister ist Absolvent der Hochschule für Fernsehen und Film München, seit 1993 als Produzent tätig und Geschäftsführer der TV60Filmproduktion und Goldkind Filmproduktion. Darüber hinaus ist er seit 1996 Dozent an der HFF München und seit 2007 betreut er als Dramaturg Stipendiaten der Drehbuchwerkstatt München e. V. Seit 2013 ist er im Vorstand des Freundeskreises der HFF München und seit 2015 Mitglied des Hochschulrates der HFF München. Außerdem war er als Künstlerischer Leiter (gemeinsam mit Tobi Baumann) für die Verleihung und TV-Show des Deutschen Filmpreises 2014 tätig.
Sven Burgemeister ist Mitglied der Deutschen Filmakademie und der Akademie der Darstellenden Künste. Von 2008 bis 2018 war er im Vorstand (Sektionsvorstand Produktion) der Deutschen Filmakademie. Er ist der Sohn des Film- und Fernsehproduzenten Bernd Burgemeister.

## Filmografie (Auswahl)
- 1993: Lauras Entscheidung
- 1994: Deutschlandlied
- 1995: Frankie
- 1997: Schock – Eine Frau in Angst
- 1998: Die Stunde des Lichts
- 1998: Das Finale
- 1998: Zwei allein (Fernsehserie)
- 1999: Ein Weihnachtsmärchen
- 2000: Der Weihnachtswolf
- 2000: Geier im Reisrand
- 2000: Mein Absolutes Lieblingslied
- 2001: Der Mann von nebenan
- 2002: Die Hoffnung stirbt zuletzt
- 2003: Soloalbum (als Koproduzent für TV60Film)
- 2004: Grüße aus Kaschmir
- 2004: Der Mann von nebenan lebt!
- 2005: Das Duo: Blutiges Geld
- 2005: Das Duo: Herzflimmern
- 2005: Das wahre Leben
- 2005: Sophie Scholl – Die letzten Tage
- 2005: Sophie Scholl – Allen Gewalten zum Trotz
- 2006: Das Duo: Auszeit
- 2006: Das Duo: Man lebt nur zweimal
- 2006: Wholetrain
- 2006: Polizeiruf 110 – Er sollte tot
- 2006: Rettet die Weihnachtsgans
- 2006: Das Duo: Der Sumpf
- 2007: Das Duo: Liebestod
- 2007: Vollidiot
- 2008: Feuerherz
- 2008: In jeder Sekunde
- 2008: Das Duo: Verkauft und verraten
- 2009: Ayla
- 2009: Polizeiruf 110 – Endspiel
- 2009: Mein Mann, seine Geliebte und ich
- 2009: Jeder Mensch braucht ein Geheimnis
- 2009: Die Route
- 2009: Familie für Fortgeschrittene
- 2009: Nichts als Ärger mit den Männern
- 2010: Die Wanderhure
- 2010: Das Haus ihres Vaters
- 2010: Das Duo: Mordbier
- 2010: Familie auf Probe
- 2010: Kreutzer kommt...(In den Club)
- 2011: Das Duo: Tödliche Nähe
- 2011: Tatort – Gestern war kein Tag
- 2011: Verschollen am Kap I – II
- 2011: Dreileben – Komm mir nicht nach
- 2011: Und dennoch lieben wir
- 2011: Tatort – Ein ganz normaler Fall (AT)
- 2012: Kreutzer kommt...(ins Krankenhaus)
- 2012: Das Duo: Tote lügen besser
- 2012: Gestern waren wir Fremde
- 2012: Die Rache der Wanderhure
- 2012: Das Vermächtnis der Wanderhure
- 2012: Heiraten ist auch keine Lösung
- 2012: Bamberger Reiter: Ein Frankenkrimi
- 2013: Und morgen Mittag bin ich tot
- 2013: Heute bin ich blond
- seit 2013: München Mord Reihe
  - 2013: Wir sind die Neuen
  - 2014: Die Hölle bin ich
  - 2016: Kein Mensch, kein Problem
  - 2016: Wo bist Du, Feigling?
  - 2017: Einer, der’s geschafft hat
  - 2017: Auf der Straße, nachts, allein
  - 2018: Die ganze Stadt ein Depp
  - 2019: Leben und Sterben in Schwabing
  - 2019: Die Unterirdischen
  - 2020: Was vom Leben übrig bleibt
  - 2020: Ausnahmezustand
  - 2021: Der Letzte seiner Art
  - 2021: Das Kamel und die Blume
  - 2022: Dolce Vita
  - 2022: Schwarze Rosen
  - 2023: Damit ihr nachts ruhig schlafen könnt
  - 2023: Der gute Mann vom Herzogpark
  - 2024: A saisonale G’schicht
  - 2024: Die indische Methode
  - 2025: Nix für Angsthasen
- 2014: Romantic Road
- 2014: Die Frau aus dem Moor
- 2014: Polizeiruf 110 – Smoke on the Water
- 2014: Das Lächeln der Frauen
- 2014: Cecelia Ahern – Zwischen Himmel und hier
- 2014: Cecelia Ahern – Mein ganzes halbes Leben
- 2014: Sechs auf einen Streich – Die drei Federn
- 2015: Das goldene Ufer
- 2015: Storno – Todsicher versichert
- 2015: Sechs auf einen Streich – Prinzessin Maleen
- 2015: Schwarzach 23 – Und die Hand des Todes
- 2016: Schwarzach 23 – Und die Jagd nach dem Mordsfinger
- 2016: Dora Heldt: Wind aus West mit starken Böen
- 2016: Der Tel-Aviv-Krimi – Tod in Berlin
- 2016: Der Tel-Aviv-Krimi – Shiv'a
- 2017: Der Tel-Aviv-Krimi – Masada
- 2017: Der Tel-Aviv-Krimi – Alte Freunde
- 2017: Die Ketzerbraut
- 2017: Tod im Internat
- 2017: Maria Mafiosi
- 2017: 5vor12
- 2017: Ellas Baby
- 2017: Kommissar Pascha
- 2017: Bierleichen. Ein Paschakrimi
- 2018: Cecelia Ahern – Ein Moment fürs Leben
- 2018: Cecelia Ahern – Dich zu lieben
- 2018: Amokspiel
- 2018: Jung, blond, tot – Julia Durant ermittelt
- 2018: Schwarzach 23 und der Schädel des Saatans
- 2020: Schwarzach 23 – Und das mörderische Ich
- 2020: In Berlin wächst kein Orangenbaum
- 2020: Der starke Hans (Märchenfilm der ARD-Reihe Sechs auf einen Streich)
- 2021: Geliefert
- 2021: Mysterium – Staffel 1
- 2022: Mysterium – Staffel 2
- 2023: Die verkaufte Prinzessin (Märchenfilm der ARD-Reihe Sechs auf einen Streich)

Darüber hinaus produzierte Burgemeister seit 2002 in unregelmäßigen Abständen 24 Folgen der Krimireihe Das Duo.

## Auszeichnungen
- 2003: Goldene Kamera für Die Hoffnung stirbt zuletzt
- 2003: VFF TV Movie Award für Das Duo – Der Liebhaber
- 2005: Deutscher Filmpreis für Sophie Scholl – Die letzten Tage
- 2005: DVD Champion für Sophie Scholl – Die letzten Tage
- 2005: Artur Brauner Stiftungspreis für Sophie Scholl – Die letzten Tage
- 2005: Nominierung Europäischer Filmpreis für Sophie Scholl – Die letzten Tage
- 2006: Bayerischer Filmpreis für Sophie Scholl – Die letzten Tage
- 2006: Oscar-Nominierung Bester ausländischer Film für Sophie Scholl – Die letzten Tage
- 2012: Bayerischer Fernsehpreis für Die Rache der Wanderhure (gemeinsam mit Andreas Bareiss)
- 2012: Nominierung Deutscher Fernsehpreis für Verschollen am Kap
- 2018: Nominierung Deutscher Fernsehpreis für Tod im Internat
- 2021: München leuchtet in Silber für seine Verdienste für die Filmstadt München, sowie den Nachwuchs bei den Film- und Fernsehschaffenden
- 2022: Nominierung Grimme-Preis für Geliefert
- 2023: Nominierung Grimme-Preis für Mysterium